# Wirritina naumanni
Wirritina naumanni är en insektsart som beskrevs av Rentz, D.C.F. 1990. Wirritina naumanni ingår i släktet Wirritina och familjen Gryllacrididae. Inga underarter finns listade i Catalogue of Life.